# Быстрая (приток Нюрольки)
Быстрая — река в Томской области России. Устье реки находится в 336 км по правому берегу реки Нюролька. Длина реки составляет 21 км. Притоки — Большая Длинная Поньжа, Норвонт.

## Данные водного реестра
По данным государственного водного реестра России относится к Верхнеобскому бассейновому округу, водохозяйственный участок реки — Васюган, речной подбассейн реки — Васюган. Речной бассейн реки — (Верхняя) Обь до впадения Иртыша.